# Amy Youin
Amy Youin (ur. 4 lipca 1998) – iworyjska zapaśniczka walcząca w stylu wolnym. Zajęła osiemnaste miejsce na mistrzostwach świata w 2023. 
Srebrna medalistka igrzysk afrykańskich w 2019 i 2023. Srebrna medalistka na mistrzostwach Afryki w 2025; brązowa w 2022 i 2024; piąta w 2016 i 2017. Wicemistrzyni igrzysk solidarności islamskiej w 2021, a także igrzysk frankofońskich w 2023 roku.